# 2,6-Dibrom-4-nitropyridin-N-oxid
2,6-Dibrom-4-nitropyridin-N-oxid ist ein Derivat des Pyridins, welches vorrangig als Zwischenprodukt in der Heteroaromatenchemie vorgefunden wird.

## Darstellung
2,6-Dibrom-4-nitropyridin-N-oxid kann durch kochen von 2,6-Dibrompyridin-N-oxid in Nitriersäure erhalten werden.